# 자본론
《자본: 정치경제학 비판》(독일어 원제: Das Kapital: Kritik der politischen Ökonomie, 영어: Capital: Critique of Political Economy) 또는 단순히 자본론(資本論, 독일어: Das Kapital)은 카를 마르크스가 독일어로 집필하고 프리드리히 엥겔스가 편집한 방대한 정치경제학 논문으로서 1867년에 제1권이 출간되었다.
《자본론》은 주로 영국의 고전파 경제학 및 자본주의와 영국 사회에 대한 비판을 담고 있는데, 내용은 1859년 발간된 마르크스의 저서 《정치경제학 비판을 위하여》의 연장선상에 놓여있다. 총 3권으로 구성되어 있고, 1권은 자본의 생산과정, 2권은 자본의 유통과정, 3권은 자본주의적 생산의 총과정이 부제로 붙어 있다. 1권은 1867년 나왔으며 2, 3권은 프리드리히 엥겔스가 마르크스의 유고를 모아 집필, 각각 1885년과 1894년 발간되었다.

## 출간

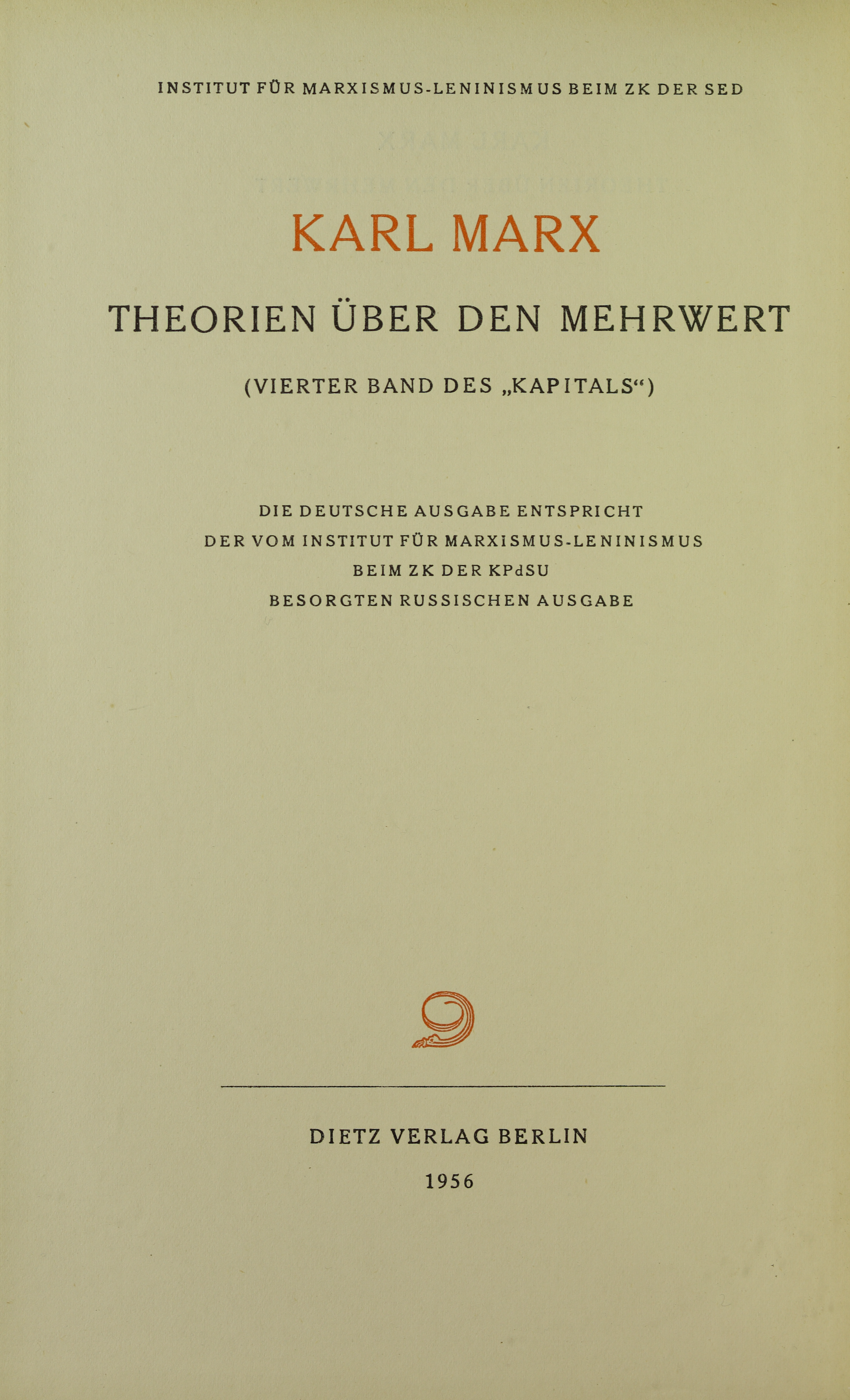
Karl Marx, Theorien über den Mehrwert, 1956

자본론은 1867년 1권이 간행되었으며, 마르크스의 사후 프리드리히 엥겔스에 의해서 유고가 정리되어 2권을 1885년에, 1894년에 3권을 출간하였다. 현재의 자본론으로 불리는 것은 앞서 말한 3권의 책이다. 카를 요한 카우츠키가 1905 ~ 1910년에 4권을 편집하여 《잉여가치학설사》(剩餘價値學說史, Theorien über den Mehrwert)로 간행하였고, 1956 ~ 1962년 소련의 마르크스-레닌주의 연구소에 의해서 자본론의 속편을 이루는 것이라 하여 새로 편집, 간행되었다.

## 내용
현대사회에서 생산은 분업에 의해 이루어지고 생산물은 거의 모두가 상품이라는 형태를 취한다. 상품은 인간에 유용하기 때문에 생산, 판매되며, 상품은 가격을 갖고 있다. 그 가격은 대체로 그 상품을 생산할 때 사회적으로 평균하여 어느 만큼의 노동시간이 필요했는가에 따라 결정된다. 화폐도 원래는 상품이지만 일반적으로 통용되고 누구나 구하는 상품으로서 매개 역할을 한다(지폐는 상품이 되는 화폐, 예컨대 금화와 언제나 바꿀 수 있기 때문에 화폐를 대신한다). 그러므로 상품이 화폐를 매개로 교환된다는 것은 사실 인간의 노동이 교환되는 것이다. 사람들은 생산하는 데 10시간 걸린 A라는 상품을 팔아 마찬가지로 10시간 걸린 B라는 상품을 사는 것이다. 그런데 자본주의가 낳은 노동자라는 인간은 살기 위해서는 자기의 몸＝정신적·육체적 능력＝'노동력' 이외에는 아무것도 소유하지 못했으므로 이 유일한 소유물＝'노동력'을 팔아서 임금을 얻고 그것으로 자기와 자기 가족의 생활을 유지해야 한다. 노동자의 노동력마저 상품으로 매매된다는 데에 자본주의 사회의 특유한 현상이 있다. 이 노동력이라고 하는 상품의 가치, 곧 임금도 다른 상품과 마찬가지로, 이를 생산하기 위한 가치(비용)에 의해 결정된다. 노동력을 생산하기 위한 비용은 바로 노동자와 그 가족의 생계비인 것이다. 사들인 상품을 자유롭게 사용하는 것은 구매주의 권리이다. 따라서 노동력을 산 주인(자본가)은 임금이 회수될 수 있을 만큼 노동자를 부리는 동시에 반드시 그 이상으로 노동자를 노동시킨다.
임금을 회수하기 위한 노동이 '필요노동(必要勞動)'이며, 이를 초과한 노동은 '잉여노동(剩餘勞動)'이다. 잉여노동은 자본가가 '대가를 지불하지 않고' 자기 몫으로 만드는 것이다. 마르크스는 이를 '착취'라고 말했다. 잉여노동이 생산하는 생산물의 가치가 '잉여가치'이다. 자본가가 노동력을 사는 목표는 사실은 여기에 있는 것이다. 잉여가치가 없으면 자본가는 살아갈 수조차 없다. 따라서 잉여가치의 생산은 불가결의 것이다. 자본주의는 사실은 '자본가에 의한 노동자의 착취'(대가를 지불하지 않는 노동의 착취)라는 '인간관계'를 말하는 것이다. 자본가는 이 관계를 확대하기 위해 잉여가치를 전부 소비하지 않고 일부분을 축적하여 생산의 확대에 돌린다. 자본의 축적이 진척되면 기계 등이 사용되어 생산력이 증대한다. 그 결과 자본 중에서 생산수단(원료·도구·기계 등)을 위해 투하되는 부분과 임금에 투하되는 부분의 비율이 달라진다. 곧 전자의 후자에 대한 비율이 증가한다.
사회 전체의 자본에 대해 볼 때, 사회 전체의 자본이 증대함에 따라 임금에 할당되는 비율은 누진적으로 감소된다. 그래서 노동자가 남아돌게 된다. 게다가 대기업 때문에 중소기업자가 몰락하여 노동자가 되고 실업자는 증가한다. 그러므로 한쪽의 극(자본가 계급)에서의 부의 축적은 다른 쪽의 극(노동자 계급)에서의 빈곤, 노동고(勞動苦)·예속·불안·무지·도덕적 타락의 축적인 것이다. 물품을 생산하는 노동자의 노동 자체가 노동자 자신을 점점 더 불행하게 만들고 더욱더 비인간화하며, 거꾸로 착취하는 자본가를 더욱더 강력하게 만든다. 자본이 지배하는 한 이 모순은 계속되고 확대된다는 것이 마르크스의 주장이다. 그러나 학대받는 상황 속에서 노동자들은 일어나고, 그들에 대한 억압·착취, 그들의 빈곤·예속·퇴폐가 증대하면 할수록 그들의 반역도 증대한다. 부르주아 계급은 자신의 무덤을 팔 사람(프롤레타리아 계급)을 만들어 낸다는 것이다.

## 한국의 자본론

### 수난
대한민국에서 《자본론》은 전두환 군사독재정권 시기인 1980년대 말까지 금서와 다름없었다. 1987년 강신준이 번역한 원고를 이론과 실천 출판사가 역자명을 밝히지 않은 채 3부 9권으로 출간한 것이 첫 번째 한국어 번역 출간이며, 《마르크스-엥겔스 전집(Marx-Engels Werke)》 중 해당 부분을 대본으로 한, 원어인 독일어로부터의 완역이었다. 당시 《자본론》을 냈다는 이유로 1989년 3월 이론과 실천 출판사 김태경 사장이 국가보안법에 의해 구속되는 일이 있었다. 그 후 도서출판 길에서 2008년 개정번역으로, 번역자 이름을 실명으로 하여 재출간되었다.

### 민주화 이후
민주화로 자본론에 대한 금지가 풀린 후 1989년 3월에 김수행 교수 가 영역판을 대본으로 번역한 《자본론》이 나왔으며, 1권 상/하, 2권, 3권 상/하로 분리되어 총 5권으로 발간되었다.
- 칼 마르크스 지음, 강신준 번역, 《자본》, 5권, 완간[4], 도서출판 길. ISBN 978-89-87671-64-2, ISBN 978-89-87671-65-9, ISBN 978-89-6445-010-9, ISBN 978-89-6445-011-6, ISBN 978-89-6445-012-3, ISBN 978-89-6445-015-4(전집)
- 칼 마르크스 지음, 김수행 번역, 《자본론》, 5권, 비봉출판사.

### 해설본
자본론을 쉽게 설명한 해설본으로는, 김수행 교수 가 쓴 《청소년을 위한 자본론》(두리미디어)가 있다. 저자는 서문에 자신의 책을 읽을 청년들이 자본주의를 가장 이상적인 경제체제로 여기는 부르주아 경제학자들처럼 현실에 순응하지 않기를, 계급투쟁을 통한 역사발전론을 주장한 마르크스처럼 역사변혁의 주체가 되기 바라는 마음을 담았다.

## 같이 보기
- 출판 논문 (treatise)

## 참고 문헌
- 이 문서에는 다음커뮤니케이션(현 카카오)에서 GFDL 또는 CC-SA 라이선스로 배포한 글로벌 세계대백과사전의 내용을 기초로 작성된 글이 포함되어 있습니다.